# Cyphoderus veneris
Cyphoderus veneris is een springstaartensoort uit de familie van de Cyphoderidae. De wetenschappelijke naam van de soort is voor het eerst geldig gepubliceerd in 1923 door Denis.